# Nikita Walerjewitsch Krjukow
Nikita Walerjewitsch Krjukow (russisch Никита Валерьевич Крюков; * 30. Mai 1985, Dserschinski, Oblast Moskau, Sowjetunion) ist ein ehemaliger russischer Skilangläufer und Olympiasieger, der sich auf Sprintwettbewerbe spezialisiert hatte.

## Leben und Karriere
Krjukow startete zu Beginn der Saison 2006/07 erstmals im Skilanglauf-Weltcup. Beim Sprint in Kuusamo scheiterte er jedoch als 31. knapp in der Qualifikation für die Finalläufe. Nachdem er bei den russischen Meisterschaften die Silbermedaille im Sprint gewonnen hatte, wurde er erneut für den Weltcup nominiert. Im heimischen Rybinsk überstand er die Qualifikation und gewann mit Platz 25 seine ersten Weltcuppunkte. Im folgenden Jahr konnte er mit mehreren Erfolgen im Eastern Europe Cup überzeugen und überraschte beim Weltcup in Kuusamo, als er den Finallauf erreichte und mit Platz fünf seine erste Top-Ten-Platzierung im Weltcup feiern konnte. Bei der U23-Weltmeisterschaft in Mals schied er jedoch schon im Halbfinale aus und belegte den elften Gesamtrang. Zum Saisonabschluss sicherte er sich den russischen Meistertitel im Sprintwettbewerb. In der Endabrechnung der Saison 2007/08 belegte Krjukow den 22. Platz im Sprintweltcup und gewann mit vier Saisonsiegen die Gesamtwertung im Eastern Europe Cup. Auch in der Saison 2008/09 behauptete sich Krjukow in der erweiterten Weltspitze und ersprintete mehrfach Top-Ten-Resultate im Weltcup, so dass er sich zum Ende der Saison auf den zehnten Platz in der Gesamtwertung der Sprintweltcups verbessern konnte. Bei der Nordischen Skiweltmeisterschaft 2009 erreichte er zusammen mit Andrei Parfjonow das Finale im Teamsprint. Das Duo musste sich jedoch mit dem vierten Platz begnügen. Im Folgewinter lief er regelmäßig ins Halbfinale der Sprintrennen und mit Platz drei in Kuusamo gelang ihm seine erste Podiumsplatzierung, auch in Otepää und Rybinsk wurde er Dritter. Er sicherte sich damit seine Nominierung für die Olympischen Spiele 2010 in Vancouver. Dort war der Norweger Ola Vigen Hattestad Favorit zusammen mit Petter Northug und Øystein Pettersen und dem Schnellsten in der Qualifikation, Krjukows Landsmann Alexander Panschinski. Obwohl Panschinski am Anfang deutlich in Führung war, schaffte Krjukow auf der Zielgeraden noch den Anschluss, die beiden Russen hatten den Vorteil der längeren Ruhephase nach dem ersten Halbfinale. Northug lag neun Sekunden zurück, Hattestad war in einen Sturz mit dem Kasachen Alexei Poltoranin verwickelt worden und auch Pettersen lag zurück. Krjukow schlug seinen Landsmann nach Fotofinish und wurde Olympiasieger. Zu Beginn der Saison 2010/11 kam Krjukow nur beim Weltcup in Düsseldorf zum Einsatz, Platz fünf im Teamsprint mit Parfjonow stand für ihn dort zu Buche. Im Januar 2011 errang er erneut in Otepää den dritten Platz im Sprint. Bei der Nordischen Skiweltmeisterschaft 2011 in Oslo gewann er zusammen mit Alexander Panschinski Bronze im Teamsprint. Zum Saisonende wurde er russischer Meister in der Disziplin Sprint. Bei der Tour de Ski 2011/12, die er nicht beendete, siegte er beim Sprintrennen in Oberstdorf. Im März 2012 erreichte er in Lahti mit dem dritten Platz im Sprint seine nächste Podestplatzierung. In der Saison 2012/13 konnte er im Sprint und im Teamsprint mehrere Podestplatzierungen erringen. Bei den Nordischen Skiweltmeisterschaften 2013 im Val di Fiemme gewann er Gold im Sprint und Gold zusammen mit Alexei Petuchow im Teamsprint. Die Saison beendete er auf den dritten Platz in der Sprintwertung. Im März 2013 wurde er in Syktyvkar russischer Meister im Sprint. Zum Beginn der Saison 2013/14 gewann er in Asiago im Sprint und damit sein erstes Weltcuprennen. Im Januar 2014 siegte er in Nove Mesto erneut zusammen mit Maxim Wylegschanin im Teamsprint. Bei den Olympischen Winterspielen 2014 in Sotschi kam er im Sprint auf den 13. Platz. Im Teamsprint gewann er gemeinsam mit Maxim Wylegschanin Silber im Teamsprint. Die Saison beendete er auf den fünften Platz in der Sprintwertung. Bei den Nordischen Skiweltmeisterschaften 2015 in Falun gewann er zusammen mit Alexei Petuchow Silber im Teamsprint. Im Einzelsprint errang er den vierten Platz.
Nach Platz drei im Sprint beim Eastern Europe Cup in Krasnogorsk in der Saison 2016/17, belegte Krjukow im Februar 2017 beim Weltcup in Pyeongchang den dritten Platz zusammen mit Artjom Malzew im Teamsprint. Bei den Nordischen Skiweltmeisterschaften 2017 in Lahti holte er zusammen mit Sergei Ustjugow die Goldmedaille im Teamsprint. Letztmals im Weltcup startete er im Dezember 2017 in Lillehammer, wobei er den 42. Platz im Sprint errang.

## Erfolge

### Siege bei Weltcuprennen

#### Weltcupsiege im Einzel
| Nr. | Datum             | Ort       | Disziplin                |
| --- | ----------------- | --------- | ------------------------ |
| 1.  | 21. Dezember 2013 | Asiago    | 1,65 km Sprint klassisch |
| 2.  | 11. Februar 2016  | Stockholm | 1,2 km Sprint klassisch  |

#### Etappensiege bei Weltcuprennen
| Nr. | Datum             | Ort        | Disziplin               | Rennen              |
| --- | ----------------- | ---------- | ----------------------- | ------------------- |
| 1.  | 17. März 2010     | Stockholm  | 1 km Sprint klassisch   | Weltcup-Finale 2010 |
| 2.  | 31. Dezember 2011 | Oberstdorf | 1,2 km Sprint klassisch | Tour de Ski 2011/12 |
| 3.  | 30. November 2012 | Kuusamo    | 1,4 km Sprint klassisch | Nordic Opening 2012 |

#### Weltcupsiege im Team
| Nr. | Datum           | Ort                  | Disziplin                         |
| --- | --------------- | -------------------- | --------------------------------- |
| 1.  | 12. Januar 2014 | Nové Město na Moravě | 6 × 1,6 km Teamsprint klassisch 1 |

### Siege bei Continental-Cup-Rennen
| Nr. | Datum             | Ort            | Disziplin        | Serie              |
| --- | ----------------- | -------------- | ---------------- | ------------------ |
| 1.  | 23. November 2007 | Werschina Tjoi | Sprint Freistil  | Eastern Europe Cup |
| 2.  | 25. November 2007 | Werschina Tjoi | Sprint klassisch | Eastern Europe Cup |
| 3.  | 26. Dezember 2009 | Krasnogorsk    | Sprint klassisch | Eastern Europe Cup |
| 4.  | 24. Dezember 2010 | Krasnogorsk    | Sprint klassisch | Eastern Europe Cup |
| 5.  | 24. Dezember 2011 | Krasnogorsk    | Sprint klassisch | Eastern Europe Cup |
| 6.  | 21. November 2012 | Werschina Tjoi | Sprint Freistil  | Eastern Europe Cup |
| 7.  | 23. November 2012 | Werschina Tjoi | Sprint klassisch | Eastern Europe Cup |
| 8.  | 18. Dezember 2015 | Hochfilzen     | Sprint Freistil  | Alpencup           |

## Platzierungen im Weltcup

### Weltcup-Statistik
Die Tabelle zeigt die erreichten Platzierungen im Einzelnen.
- 1.–3. Platz: Anzahl der Podiumsplatzierungen
- Top 10: Anzahl der Platzierungen unter den ersten zehn
- Punkteränge: Anzahl der Platzierungen innerhalb der Punkteränge
- Starts: Anzahl gelaufener Rennen in der jeweiligen Disziplin
- Hinweis: Bei den Distanzrennen erfolgt die Einordnung gemäß FIS.

| Platzierung         | Distanzrennen a | Distanzrennen a | Distanzrennen a | Distanzrennen a | Distanzrennen a | Skiathlon Verfolgung | Sprint | Etappen- rennen b | Gesamt | Team c | Team c  |
| Platzierung         | ≤ 5 km          | ≤ 10 km         | ≤ 15 km         | ≤ 30 km         | > 30 km         | Skiathlon Verfolgung | Sprint | Etappen- rennen b | Gesamt | Sprint | Staffel |
| ------------------- | --------------- | --------------- | --------------- | --------------- | --------------- | -------------------- | ------ | ----------------- | ------ | ------ | ------- |
| 1. Platz            |                 |                 |                 |                 |                 |                      | 5      |                   | 5      | 1      |         |
| 2. Platz            |                 |                 |                 |                 |                 |                      | 1      |                   | 1      | 2      |         |
| 3. Platz            |                 |                 |                 |                 |                 |                      | 8      |                   | 8      | 2      |         |
| Top 10              | 1               |                 |                 |                 |                 |                      | 34     |                   | 35     | 13     |         |
| Punkteränge         | 1               |                 |                 |                 |                 |                      | 61     |                   | 62     | 14     |         |
| Starts              | 3               | 1               | 1               |                 |                 | 4                    | 83     | 1                 | 93     | 14     |         |
| Stand: Karriereende |                 |                 |                 |                 |                 |                      |        |                   |        |        |         |

### Weltcup-Gesamtplatzierungen
| Saison  | Gesamt | Gesamt | Distanz | Distanz | Sprint | Sprint |
| Saison  | Punkte | Platz  | Punkte  | Platz   | Punkte | Platz  |
| ------- | ------ | ------ | ------- | ------- | ------ | ------ |
| 2006/07 | 13     | 132.   | -       | -       | 13     | 64.    |
| 2007/08 | 114    | 56.    | -       | -       | 114    | 22.    |
| 2008/09 | 204    | 35.    | -       | -       | 204    | 10.    |
| 2009/10 | 307    | 21.    | -       | -       | 307    | 6.     |
| 2010/11 | 113    | 55.    | -       | -       | 113    | 19.    |
| 2011/12 | 287    | 34.    | 30      | 70.     | 257    | 10.    |
| 2012/13 | 316    | 25.    | -       | -       | 316    | 3.     |
| 2013/14 | 277    | 25.    | -       | -       | 277    | 5.     |
| 2014/15 | 159    | 41.    | -       | -       | 159    | 12.    |
| 2015/16 | 141    | 49.    | -       | -       | 141    | 19.    |
| 2016/17 | 54     | 83.    | -       | -       | 54     | 36.    |